# Ionas Chepulis
Ionas Chepulis est un boxeur soviétique né le 11 août 1939 à Joniškėlis en Lituanie et mort le 28 mai 2015 à Kaunas.

## Carrière
Sa carrière amateur est principalement marquée par une médaille d'argent remportée aux Jeux olympiques de Mexico en 1968 en poids lourds.

### Jeux olympiques
- Médaille d'argent en +81 kg aux Jeux de 1968 à Mexico